# Florea Rimaru
Florea Rîmaru (ur. 19 września 1918, zm. 23 września 1972) – rumuński seryjny morderca, ojciec Iona Rimaru, zabił około 5 osób.

## Młodość
Florea był synem rolnika, ojciec nadużywał alkoholu. Już od najmłodszych lat ciężko pracował w gospodarstwie rodziców, z czasem miał tego coraz bardziej dosyć. Marzył o wyjeździe do wielkiego miasta, co było powodem kłótni między nim a rodzicami. W 1945 ożenił się z dziewczyną z miasteczka Corabia, spłodził troje dzieci, najstarszym z nich był Ion. Florea nie był dobrym mężem, zdradzał żonę głównie z młodymi dziewczynami, został nawet przyłapany na seksie z nastoletnią córką sąsiadów, regularnie bił żonę. W 1956 porzucił żonę i dzieci i wyjechał do Bukaresztu, czym spełnił swoje życiowe marzenie.

## Morderstwa
Florea mordował swoje ofiary w podobny sposób jak syn (prawdopodobnie to on go tego nauczył) i robił to jeszcze przed swoim ślubem. Atakował w 1944 roku wieczorem lub w nocy kobiety w swoim typie, atakował je młotkiem lub nożem, odbywał stosunek, a w momencie orgazmu z całej siły dźgał bądź uderzał tak, aby zabić. O zabójstwach nie mówiono wiele, upłynęły one w cieniu hitlerowskiej okupacji i drugiej wojny światowej. Gdy jego najstarszy syn Ion przeniósł się do Bukaresztu, prawdopodobnie nakłaniał go do zabójstw, możliwe, że mordował razem z nim.

## Wykrycie Florei
Florea Rîmaru nigdy nie miał procesu, zginął rok po swoim synu – 23 września 1972 wypadł z jadącego pociągu. Przypuszczalnie został wypchnięty przez agentów Securitate, jego ciało przewieziono do prosektorium, gdzie poddano porównaniom jego włosy, odciski palców i zmierzono mu stopy. Okazało się, że pasują do śladów sprawcy odpowiedzialnego za około 5 zabójstw z 1944.